# Amelia Patti
Amelia Patti, anche nota come Amelia Strakosch dopo il matrimonio (Madrid, 1831 – Parigi, 12 dicembre 1915), è stata una cantante lirica italiana.

## Biografia
Amelia Patti era la figlia maggiore dei cantanti Salvatore Patti e Caterina Barili. I suoi fratelli erano il violinista e direttore d'orchestra Carlo, il soprano Carlotta e la famosa cantante d'opera Adelina. Fu istruita dalla madre e fece il suo esordio all'Astor Opera House di New York nel 1848 come Abigaille nella prima americana del Nabucco di Giuseppe Verdi. L'anno seguente apparve nello stesso teatro con il padre nel Roberto Devereux di Gaetano Donizetti. Nel 1855 interpretò Maddalena nella prima americana del Rigoletto di Verdi all'Academy of Music, con il fratellastro Ettore Barili nel ruolo principale.
Patti ha cantato ruoli drammatici di soprano e mezzosoprano in molti dei grandi teatri d'opera in America e in Europa. Nel 1852 sposò il compositore e imprenditore concertistico Maurice Strakosch, che fece da impresario, tra gli altri, anche alla sorella Adelina. Nei suoi ultimi anni visse a Parigi, dove diede anche lezioni di canto.